# Villas Ciudad de América
Villas Ciudad de América o Villa Ciudad de América es una localidad situada en el Departamento Santa María, provincia de Córdoba, Argentina.
La ley n.º 9639 que estableció el radio comunal en 7372 ha 2226 m², sancionada el 24 de junio de 2009, la denomina Villa Ciudad de América, sin embargo la comuna se autorefiere como Villas Ciudad de América.
Se encuentra situada sobre la ruta provincial N.º 5, a 68 km de la Ciudad de Córdoba.
La localidad nació entre las décadas del 40 y del 50 como loteo para casas de fin de semana y tuvo su apogeo durante la construcción del Dique Los Molinos.
La principal actividad económica es el turismo, debido a su ubicación serrana, sus ríos y arroyos y sus complejos hoteleros y de cabañas.
Es una localidad propicia para realizar actividades como deportes náuticos, pesca (en el embalse del Dique Los Molinos), senderismo, cabalgatas y ciclismo de montaña.
Durante la segunda semana del mes de febrero se realiza en la localidad un festival de doma, destrezas gauchas, bailes típicos y todo tipo de espectáculos.
La fiesta patronal es el día 7 de octubre, en honor a la Virgen del Rosario.

## Población
Cuenta con 1143 habitantes (Indec, 2022), lo que representa un incremento del 40,6% frente a los 679 habitantes (Indec, 2010) del censo anterior.
| Gráfica de evolución demográfica de Villa Ciudad de América entre 1991 y 2022 |
|                                                                               |
| Fuente: Censos nacionales del INDEC                                           |

## Sismicidad
La sismicidad de la región de Córdoba es frecuente si bien de intensidad baja, y un silencio sísmico de terremotos medios a graves cada 30 años en áreas aleatorias.